# Пайдугіна
Пайдугіна (рос. Пайдугина) — річка в Росії, права притока Кеті (басейн Обі), тече у Томській області.

## Фізіографія
Пайдугіна витікає з озера Окуневого на кордоні Томської області і Красноярського краю (обсько-єнісейський вододіл), тече на південний захід. Впадає в Кеть (її Наримський рукав) за кілька кілометрів до її злиття з Об’ю неподалік від села Нарим.

## Гідрологія
Довжина річки 458 км, площа басейну 8 790 км². Середньорічний стік, виміряний за 177 км від гирла біля села Березовка у 1955–2000 роках, становить 47 м³/c. Багаторічний мінімум стоку спостерігається у березні (16,3 м³/с), максимум — у травні (177,9 м³/с). За період спостережень абсолютний мінімум місячного стоку (11 м³/с) спостерігався у лютому 1993 року, абсолютний максимум (235 м³/с) — у травні 1990.
Живлення переважно снігове. Замерзає наприкінці жовтня — в листопаді, скресає наприкінці квітня — у першій половині травня. Повінь з травня по червень.
Найбільша притока  — Березовка, впадає справа. Однойменне село Березовка розташоване біля місця її злиття з Пайдугіною.

## Інфраструктура
Пайдугіна судноплавна на 182 км від гирла (до села Березовка).